# Scirites finitimus
Scirites finitimus är en spindelart som beskrevs av Nadine Dupérré och Paquin 2007. Scirites finitimus ingår i släktet Scirites och familjen täckvävarspindlar. Inga underarter finns listade i Catalogue of Life.